# Маріо Мендес
Маріо Мендес (ісп. Mario Méndez, нар. 1 червня 1979, Гвадалахара) — мексиканський футболіст, півзахисник клубу «Атлас».

## Клубна кар'єра
У дорослому футболі дебютував 1998 року виступами за команду клубу «Атлас», в якій провів шість сезонів, взявши участь у 195 матчах чемпіонату. Більшість часу, проведеного у складі «Атласа», був основним гравцем команди.
Своєю грою за цю команду привернув увагу представників тренерського штабу клубу «Толука», до складу якого приєднався 2004 року. Відіграв за команду з Толука-де-Лердо наступні два сезони своєї ігрової кар'єри. Граючи у складі «Толуки» також здебільшого виходив на поле в основному складі команди.
Згодом з 2006 по 2007 рік грав у складі команд клубів «Монтеррей» та «УАНЛ Тигрес».
У 2007 році уклав контракт з клубом «Велес Сарсфілд», у складі якого провів наступні один рік своєї кар'єри гравця. Тренерським штабом нового клубу також розглядався як гравець «основи».
Протягом 2008–2009 років знову захищав кольори команди клубу «Толука».
До складу клубу «Атлас» приєднався 2009 року. Наразі встиг відіграти за команду з Гвадалахари 11 матчів в національному чемпіонаті.

## Виступи за збірну
У 2000 році дебютував в офіційних матчах у складі національної збірної Мексики. Наразі провів у формі головної команди країни 36 матчів, забивши 1 гол.
У складі збірної був учасником чемпіонату світу 2006 року у Німеччині, розіграшу Кубка Америки 2004 року у Перу, розіграшу Кубка Конфедерацій 2005 року у Німеччині, розіграшу Золотого кубка КОНКАКАФ 2003 року у США та Мексиці, здобувши того року титул континентального чемпіона, розіграшу Золотого кубка КОНКАКАФ 2005 року у США.

## Титули і досягнення
- Переможець Золотого кубка КОНКАКАФ: 2003